# Gróh András
Gróh András (1878  – ) magyar repülőgép és motor építő faipari gépész.

## Életpálya
A magyar motoros repülés a Rákosmezőn indult meg. Elsők között telepedett meg a fa hangárvárosba. Munkásságát 1910-ben egy négyhengeres soros vízhűtéses repülőgép-motor építésével kezdte. A motor eredményes teljesítményét követően repülőgép építéssel próbálkozott. 1911-ben épített gépe merevített egyfedelű, nyitott törzsű, ólomcső motorágyas volt, 65 lóerős Groh-motorral. A gép nehéz súlya miatt nem volt eredményes konstrukció. Az 1912-ben egy Antoinette típusú repülőgépet vett mintául új gépéhez. A merevített egyfedelű, homlokhűtésű, 65 lóerős Groh-motorral, már több sikeres repülést végeztetett. Motorjait később Takács Béla használta gépeihez. Próbálkozásait egy csapással tette tönkre az 1914-ben kitört I. világháború.

## Külső hivatkozások
- Gróh András. haif.org. (Hozzáférés: 2012. február 18.)